# Binnenschiffsklasse III
Die Binnenschiffsklasse III ist eine Binnenschiffsklasse nach Maßgabe der Europäischen Verkehrsministerkonferenz (ECMT). Diese Spezifikation wird auch als Dortmund-Ems-Kanalschiff bezeichnet.
Die Spezifikation ist westlich und östlich der Elbe unterschiedlich:
- westlich: Gustav-Koenigs-Schiff: Länge max. 80 m; Breite max. 8,2 m; Abladetiefe max. 2,5 m; Tonnage max. 1000 t
- östlich: Länge max. 70 m; Breite max. 9 m; Abladetiefe max. 2 m; Tonnage max. 700 t
für Verbände: Länge max. 132 m; Breite max. 9 m; Abladetiefe max. 2 m; Tonnage max. 1200 t